# ناديا جينيتي
ناديا جينيتي (من مواليد 25 فبراير 1969) سياسية إيطالية. هي عضو في مجلس الشيوخ من إيطاليا حية.